# Fäkalhumor
Mit Fäkalhumor (seltener auch skatologischer Humor) wird eine Art von Humor bezeichnet, der seine Komik vor allem aus dem Thematisieren von Exkrementen bezieht. Dabei beschränkt sich Fäkalhumor nicht ausschließlich auf den namensgebenden menschlichen Stuhlgang, vielmehr können unter den Begriff alle Arten von Witzen, Pointen oder Zoten fallen, die sich mit der Exkretion, deren Produkten oder den zugehörigen Körperorganen befassen.
Kennzeichnend für Fäkalhumor ist der Bruch von Tabus, er findet sich – allerdings nicht ausschließlich – zu einem Großteil in Kinderwitzen. Dementsprechend stößt dieser häufig als kindlich empfundene Humor auf Befremden und wird daher gelegentlich auch als Pipi-Kacka-Humor bezeichnet.

## Geschichte
Beispiele für Fäkalhumor gibt es in verschiedenen Zeitaltern. So finden sich in der Antike in den Satiren von Juvenal entsprechende Stellen. Prominentestes Beispiel aus der Literatur des Mittelalters sind die Schwänke um Till Eulenspiegel, von denen gut ein Fünftel der Geschichten einen Fäkalhintergrund besitzt. Aus der Zeit der Aufklärung stammt das Fragment Hanswursts Hochzeit von Johann Wolfgang von Goethe, auch manche Werke von Wolfgang Amadeus Mozart (wie z. B. die Kanons Leck mich im Arsch KV 231, Leck mir den Arsch fein recht schön sauber KV 233, Bona nox KV 561 oder die Bäslebriefe) werden zuweilen unter dem Gesichtspunkt des Fäkalhumors betrachtet.
Zuweilen wurde eine Analität und ein Hang zu skatologischen Witzen auch dem Nationalcharakter zugeschrieben. Der Volkskundler Paul Englisch vertrat 1928 die Auffassung, Frankreich „könnte dieses doch immerhin einförmige Thema so variieren, ihm witzige Seiten abgewinnen“. Alan Dundes versuchte noch 1985 in seinem Buch Sie mich auch!, Analität als
„integrale[n] Bestandteil des deutschen Nationalcharakters“ darzustellen.

## Deutungsansätze
Fäkalhumor findet sich insbesondere in Kinderwitzen, wo er im Vorschulalter häufig noch hauptsächlich durch das Aussprechen tabubehafteter Wörter auftritt, bei älteren Kindern erscheint der skatologische Humor eher in doppelten Textbezügen und Sprachspielen. In beiden Fällen dienen die Witze als Instrument, um sonst verbotene Redensinhalte zur Sprache zu bringen. Weiterhin werden Normen (wie die Reinlichkeit) durch die Witze bestätigt, indem über deren Abweichung gelacht wird.
Auch bei Erwachsenen werden skatologische Witze noch als Vehikel interpretiert, mithilfe derer Tabus übertreten werden können. Gelingt dies entsprechend, so kann befreiend gelacht werden, andernfalls stößt der Witz auf Betretenheit oder Scham.

## Trivia
Auffallend häufig erscheint der Begriff in Filmkritiken. So nennt das Wortschatzlexikon der Universität Leipzig das Wort „Film“ als signifikante Kookkurrenz zu „Fäkalhumor“.